# Gran Premio de San Marino de Motociclismo de 2011
El Gran Premio de San Marino de Motociclismo de 2011 (oficialmente: GP Aperol di San Marino e Riviera di Rimini) fue la decimotercera prueba del Campeonato del Mundo de Motociclismo de 2011. Tuvo lugar en el fin de semana del 2 al 4 de septiembre de 2011 en el Misano World Circuit Marco Simoncelli, situado en Misano Adriatico, Emilia-Romaña, Italia.
La carrera de MotoGP fue ganada por Jorge Lorenzo, seguido de Dani Pedrosa y Casey Stoner. Marc Márquez fue el ganador de la prueba de Moto2, por delante de Stefan Bradl y Andrea Iannone. La carrera de 125 cc fue ganada por Nicolas Terol, Johann Zarco fue segundo y Efrén Vázquez tercero.

## Resultados

### Resultados MotoGP
| Pos.    | N.º. | Piloto           | Constructor | Vueltas | Tiempo    | Parrilla | Pts. |
| ------- | ---- | ---------------- | ----------- | ------- | --------- | -------- | ---- |
| 1       | 1    | Jorge Lorenzo    | Yamaha      | 28      | 44:11.877 | 2        | 25   |
| 2       | 26   | Dani Pedrosa     | Honda       | 28      | +7.299    | 3        | 20   |
| 3       | 27   | Casey Stoner     | Honda       | 28      | +11.967   | 1        | 16   |
| 4       | 58   | Marco Simoncelli | Honda       | 28      | +17.353   | 5        | 13   |
| 5       | 4    | Andrea Dovizioso | Honda       | 28      | +17.390   | 6        | 11   |
| 6       | 11   | Ben Spies        | Yamaha      | 28      | +18.092   | 4        | 10   |
| 7       | 46   | Valentino Rossi  | Ducati      | 28      | +23.703   | 11       | 9    |
| 8       | 19   | Álvaro Bautista  | Suzuki      | 28      | +30.678   | 8        | 8    |
| 9       | 8    | Héctor Barberá   | Ducati      | 28      | +37.502   | 9        | 7    |
| 10      | 35   | Cal Crutchlow    | Yamaha      | 28      | +37.720   | 13       | 6    |
| 11      | 7    | Hiroshi Aoyama   | Honda       | 28      | +39.548   | 10       | 5    |
| 12      | 17   | Karel Abraham    | Ducati      | 28      | +40.506   | 12       | 4    |
| 13      | 5    | Colin Edwards    | Yamaha      | 28      | +53.349   | 7        | 3    |
| 14      | 14   | Randy de Puniet  | Ducati      | 28      | +1:02.366 | 14       | 2    |
| 15      | 24   | Toni Elías       | Honda       | 28      | +1:20.156 | 17       | 1    |
| Ret     | 65   | Loris Capirossi  | Ducati      | 8       | Retirado  | 16       |      |
| Ret     | 69   | Nicky Hayden     | Ducati      | 2       | Caída     | 15       |      |
| Fuente: |      |                  |             |         |           |          |      |

### Resultados Moto2
| Pos.    | N.º | Piloto               | Constructor | Vueltas | Tiempo    | Parrilla | Pts. |
| ------- | --- | -------------------- | ----------- | ------- | --------- | -------- | ---- |
| 1       | 93  | Marc Márquez         | Suter       | 26      | 43:08.197 | 2        | 25   |
| 2       | 65  | Stefan Bradl         | Kalex       | 26      | +0.619    | 1        | 20   |
| 3       | 29  | Andrea Iannone       | Suter       | 26      | +0.713    | 7        | 16   |
| 4       | 15  | Alex de Angelis      | MotoBi      | 26      | +1.634    | 5        | 13   |
| 5       | 45  | Scott Redding        | Suter       | 26      | +3.275    | 4        | 11   |
| 6       | 38  | Bradley Smith        | Tech 3      | 26      | +3.436    | 6        | 10   |
| 7       | 72  | Yuki Takahashi       | Moriwaki    | 26      | +5.255    | 3        | 9    |
| 8       | 12  | Thomas Lüthi         | Suter       | 26      | +8.739    | 10       | 8    |
| 9       | 44  | Pol Espargaró        | FTR         | 26      | +13.224   | 9        | 7    |
| 10      | 3   | Simone Corsi         | FTR         | 26      | +13.551   | 15       | 6    |
| 11      | 34  | Esteve Rabat         | FTR         | 26      | +17.533   | 16       | 5    |
| 12      | 60  | Julián Simón         | Suter       | 26      | +18.163   | 14       | 4    |
| 13      | 77  | Dominique Aegerter   | Suter       | 26      | +18.254   | 29       | 3    |
| 14      | 51  | Michele Pirro        | Moriwaki    | 26      | +19.180   | 8        | 2    |
| 15      | 36  | Mika Kallio          | Suter       | 26      | +24.454   | 26       | 1    |
| 16      | 63  | Mike Di Meglio       | Tech 3      | 26      | +24.858   | 18       |      |
| 17      | 75  | Mattia Pasini        | FTR         | 26      | +24.992   | 13       |      |
| 18      | 71  | Claudio Corti        | Suter       | 26      | +35.358   | 20       |      |
| 19      | 4   | Randy Krummenacher   | Kalex       | 26      | +35.800   | 19       |      |
| 20      | 7   | Tomoyoshi Koyama     | Suter       | 26      | +37.371   | 28       |      |
| 21      | 88  | Ricard Cardús        | Moriwaki    | 26      | +37.484   | 27       |      |
| 22      | 35  | Raffaele de Rosa     | Suter       | 26      | +47.904   | 22       |      |
| 23      | 9   | Kenny Noyes          | FTR         | 26      | +48.833   | 36       |      |
| 24      | 64  | Santiago Hernández   | FTR         | 26      | +56.858   | 32       |      |
| 25      | 53  | Valentin Debise      | FTR         | 26      | +1:06.771 | 33       |      |
| 26      | 6   | Joan Olivé           | FTR         | 26      | +1:07.053 | 31       |      |
| 27      | 13  | Anthony West         | MZ-RE Honda | 26      | +1:13.378 | 24       |      |
| 28      | 32  | Jacob Gagne          | FTR         | 26      | +1:21.741 | 37       |      |
| 29      | 22  | Alessandro Andreozzi | FTR         | 26      | +1:30.644 | 30       |      |
| 30      | 95  | Mashel Al Naimi      | Moriwaki    | 25      | +1 vuelta | 38       |      |
| Ret     | 40  | Aleix Espargaró      | Pons Kalex  | 13      | Retirado  | 12       |      |
| Ret     | 76  | Max Neukirchner      | MZ-RE Honda | 13      | Retirado  | 17       |      |
| Ret     | 31  | Carmelo Morales      | Moriwaki    | 12      | Retirado  | 35       |      |
| Ret     | 16  | Jules Cluzel         | Suter       | 6       | Caída     | 11       |      |
| Ret     | 25  | Alex Baldolini       | Pons Kalex  | 0       | Colisión  | 21       |      |
| Ret     | 19  | Xavier Siméon        | Tech 3      | 0       | Colisión  | 23       |      |
| Ret     | 39  | Robertino Pietri     | Suter       | 0       | Colisión  | 25       |      |
| Ret     | 14  | Ratthapark Wilairot  | FTR         | 0       | Colisión  | 34       |      |
| DNS     | 18  | Jordi Torres         | Suter       |         | Lesionado |          |      |
| Fuente: |     |                      |             |         |           |          |      |

### Resultados 125cc
| Pos.    | N.º | Piloto              | Constructor | Vueltas | Tiempo     | Parrilla | Pts. |
| ------- | --- | ------------------- | ----------- | ------- | ---------- | -------- | ---- |
| 1       | 18  | Nicolás Terol       | Aprilia     | 23      | 40:02.164  | 3        | 25   |
| 2       | 5   | Johann Zarco        | Derbi       | 23      | +0.022     | 1        | 20   |
| 3       | 7   | Efrén Vázquez       | Derbi       | 23      | +4.932     | 11       | 16   |
| 4       | 11  | Sandro Cortese      | Aprilia     | 23      | +9.322     | 4        | 13   |
| 5       | 55  | Héctor Faubel       | Aprilia     | 23      | +9.964     | 2        | 11   |
| 6       | 52  | Danny Kent          | Aprilia     | 23      | +12.100    | 5        | 10   |
| 7       | 25  | Maverick Viñales    | Aprilia     | 23      | +12.324    | 10       | 9    |
| 8       | 33  | Sergio Gadea        | Aprilia     | 23      | +12.556    | 13       | 8    |
| 9       | 94  | Jonas Folger        | Aprilia     | 23      | +21.489    | 7        | 7    |
| 10      | 44  | Miguel Oliveira     | Aprilia     | 23      | +30.678    | 9        | 6    |
| 11      | 23  | Alberto Moncayo     | Aprilia     | 23      | +31.321    | 12       | 5    |
| 12      | 84  | Jakub Kornfeil      | Aprilia     | 23      | +31.552    | 17       | 4    |
| 13      | 95  | Miroslav Popov      | Aprilia     | 23      | +32.637    | 6        | 3    |
| 14      | 3   | Luigi Morciano      | Aprilia     | 23      | +52.542    | 14       | 2    |
| 15      | 77  | Marcel Schrötter    | Mahindra    | 23      | +53.850    | 15       | 1    |
| 16      | 74  | Kevin Calia         | Aprilia     | 23      | +53.917    | 28       |      |
| 17      | 19  | Alessandro Tonucci  | Aprilia     | 23      | +58.742    | 22       |      |
| 18      | 60  | Manuel Tatasciore   | Aprilia     | 23      | +1:03.723  | 27       |      |
| 19      | 27  | Alessandro Giorgi   | Aprilia     | 23      | +1:04.113  | 25       |      |
| 20      | 10  | Alexis Masbou       | KTM         | 23      | +1:04.956  | 26       |      |
| 21      | 99  | Danny Webb          | Mahindra    | 23      | +1:08.795  | 19       |      |
| 22      | 17  | Taylor Mackenzie    | Aprilia     | 23      | +1:08.846  | 34       |      |
| 23      | 30  | Giulian Pedone      | Aprilia     | 23      | +1:17.719  | 32       |      |
| 24      | 8   | Jack Miller         | KTM         | 23      | +1:18.752  | 30       |      |
| 25      | 36  | Joan Perelló        | Aprilia     | 23      | +1:36.950  | 33       |      |
| 26      | 26  | Adrián Martín       | Aprilia     | 21      | +2 vueltas | 18       |      |
| 27      | 63  | Zulfahmi Khairuddin | Derbi       | 20      | +3 vueltas | 16       |      |
| Ret     | 50  | Sturla Fagerhaug    | Aprilia     | 17      | Retirado   | 29       |      |
| Ret     | 53  | Jasper Iwema        | Aprilia     | 10      | Caída      | 21       |      |
| Ret     | 88  | Massimo Parziani    | Aprilia     | 10      | Retirado   | 24       |      |
| Ret     | 39  | Luis Salom          | Aprilia     | 7       | Retirado   | 8        |      |
| Ret     | 43  | Francesco Mauriello | Aprilia     | 3       | Caída      | 31       |      |
| Ret     | 21  | Harry Stafford      | Aprilia     | 0       | Caída      | 20       |      |
| Ret     | 96  | Louis Rossi         | Aprilia     | 0       | Caída      | 23       |      |
| DNS     | 15  | Simone Grotzkyj     | Aprilia     |         | Lesionado  |          |      |
| DNS     | 31  | Niklas Ajo          | Aprilia     |         | Lesionado  |          |      |
| Fuente: |     |                     |             |         |            |          |      |